# Rhyacophila osellai
Rhyacophila osellai là một loài Trichoptera trong họ Rhyacophilidae. Chúng phân bố ở miền Cổ bắc.